# ناسهون
ناسهون ( بالألمانية : Nashorn , بمعنى «وحيد القرن» ) كانت قانصة دبابات ألمانية استعملت في الحرب العالمية الثانية . تم تصنيعها كحل مؤقت سنة 1942 عن طريق تركيب مدفع باك 43 على هيكل خفيف مخلوع البرج , تستطيع خرق درع أية دبابة للحلفاء من مسافة كبيرة , بالإضافة إلى تكلفتها المنخفضة و قابلتها الكبيرة للتنقل و التحرك بالنسبة للمركبات الأثقل لتأكيد استمرار تصنيعها حتى نهاية الحرب .

## وصلات خارجية
- Achtung Panzer!-Nashorn Page
- WWII Vehicles
- Hornisse manual
- Armour penetration table of 8.8 cm Pak 43